# Ropalidia santoshae
Ropalidia santoshae är en getingart som beskrevs av Das och Gupta 1989. Ropalidia santoshae ingår i släktet Ropalidia och familjen getingar. Inga underarter finns listade i Catalogue of Life.